# Jardín Botánico de Marsella
El Jardín botánico de Marsella también Jardín Botánico E.M. Heckel (en francés: Jardin botanique E.M. Heckel o Jardin botanique de Marseille  ó  Jardin botanique Borély de Marseille) es un jardín botánico de 12 000 m² de extensión, dependiente administrativamente de la municipalidad de Marsella, Francia.
El adyacente Château Borély alberga el museo «Musée des Arts décoratifs, de la Faïence et de la Mode», inscrito como monumento histórico de Francia desde 1993.
El Jardín botánico de Marsella tiene código de identificación como miembro del "Botanic Gardens Conservation Internacional" (BGCI), y las siglas de su herbario es MARSM.

## Localización

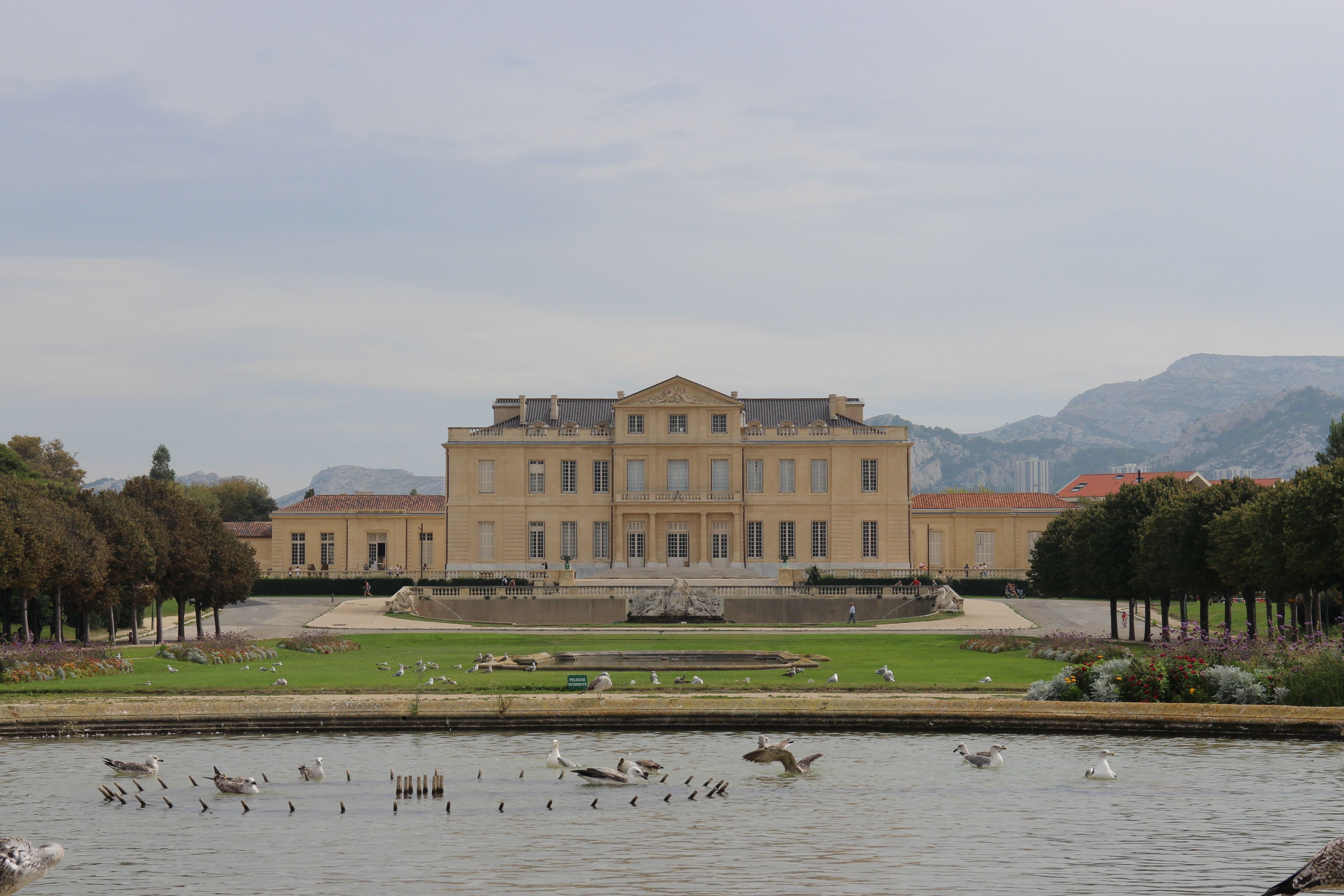
El adyacente Château Borély que alberga el museo «Musée des Arts décoratifs, de la Faïence et de la Mode»

Jardin botanique E.M. Heckel Parc Borély, 48, Avenue Clot Bey, 13272 Marseille Cedex 8, Bouches-du-Rhône, Provence-Alpes-Côte d'Azur, France-Francia.
Se encuentra abierto todos los días del año excepto los lunes, se cobra una tarifa de entrada. 

## Historia
Este es el cuarto jardín botánico que ha tenido la ciudad de Marsella. El primero de ellos fue establecido por René de Anjou cerca de la abadía « Abbaye Saint-Victor » como Jardin botanique des Chartreux. 
El segundo fue inaugurado en 1802 por Joséphine de Beauharnais y dirigido por M. Gouffé de la Cour, pero desapareció en 1856 para hacer sitio para el trazado de un ferrocarril. El jardín fue luego restablecido en el parque Borély, en el sitio de la actual rosaleda, pero rápidamente fue juzgado como demasiado pequeño por su director, Édouard Marie Heckel.
En 1913 fue adquirido un terreno adicional al lado del parque, en el cual el jardín fue vuelto a instalar y nombrado en su honor.

## Colecciones
Actualmente el jardín alberga unas 3,500 especies de plantas que se agrupan como :
- Jardín de plantas medicinales con 250 spp.
- Colección de plantas aromáticas.
- Colección de plantas de zonas montañosas.
- Jardín chino tradicional donado por la ciudad de Shanghái en el 2004.
- Palmetum (colección de palmas),
- Colección de plantas trepadoras,
- Colección de plantas suculentas,
- Jardín Mediterráneo,
- Jardín japonés.
- Invernaderos, con orquídeas, bromelias, presentando un interés especial su colección de unas 300 especies de plantas pertenecientes a la Flora de Sudáfrica.
- Herbario con 3,800 pliegos

Vistas del Jardín botáncio
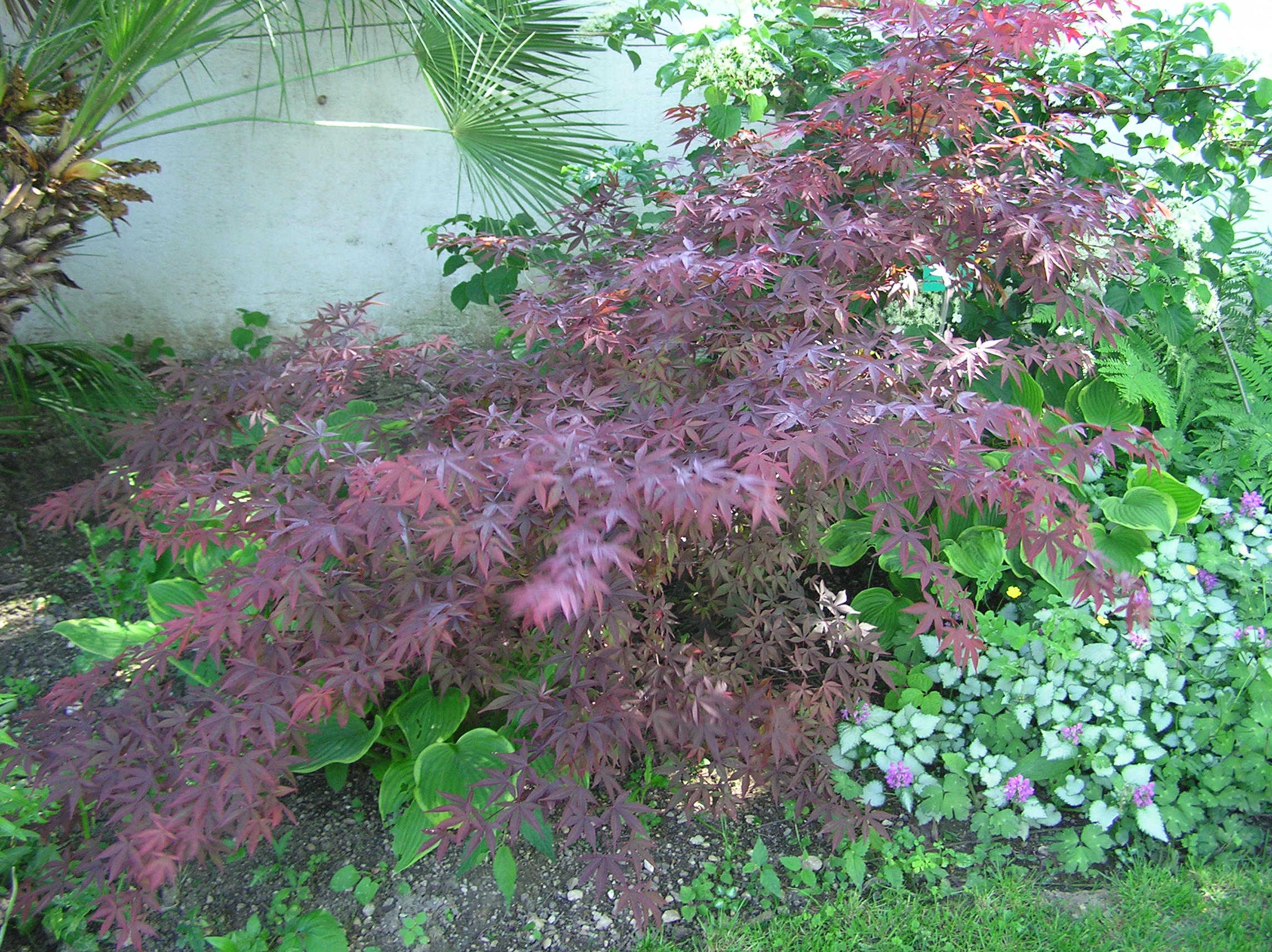
Acer de Japón.
El jardín japonés.
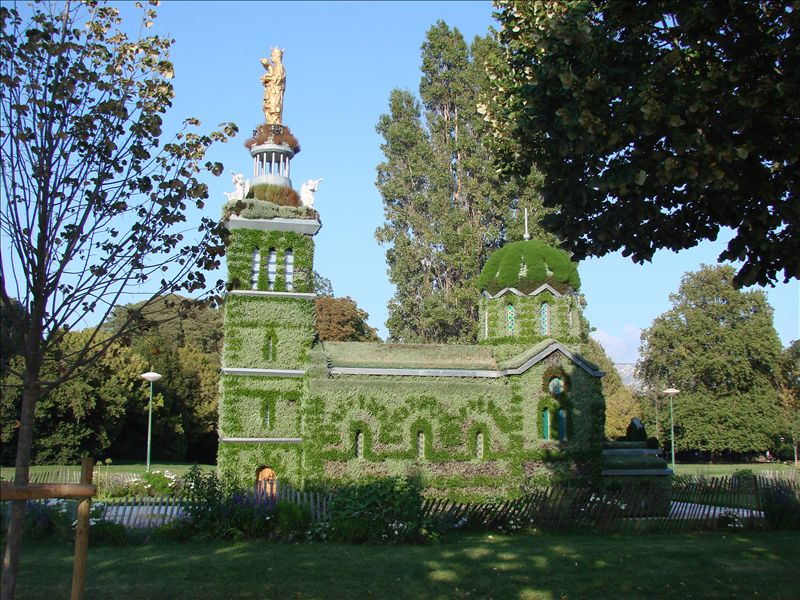
Cultivos en paredes.